# W świecie kobiet
W świecie kobiet (ang. In the Land of Women) – amerykańska tragikomedia z 2007 roku.

## Główne role
- Elena Anaya – Sofia Buñuel
- Adam Brody – Carter Webb
- JoBeth Williams – Agnes Webb
- Makenzie Vega – Paige Hardwicke
- Kristen Stewart – Lucy Hardwicke
- Meg Ryan – Sarah Hardwicke
- Olympia Dukakis – Phyllis
- Dustin Milligan – Eric Watts
- Graham Wardle – Gabe Foley
- Elise Gatien – Tiffany
- Christine Danielle – Tanya
- Clark Gregg – Nelson Hardwicke
- Jeff Cunningham – Howard Portchnik

## Opis fabuły
Carter Webb jest młodym scenarzystą filmów pornograficznych i mieszka w Los Angeles. Właśnie zostawiła go dziewczyna Sofia. Wtedy decyduje się wyjechać do Detroit, gdzie mieszka jego 133–letnia babcia Phyllis, która przeczuwa swoją śmierć. Podczas pobytu u niej, kiedy nawiązuje się między nimi nić porozumienia, poznaje sąsiadkę Sarę, jej męża Nelsona i ich córki – Lucy i Paige. Szybko się z nimi zaprzyjaźnia. Lucy prosi go o pomoc w pewnej sprawie, ale Carter zakochuje się w niej.